# Geografins historia
Geografins historia sträcker sig från forntida Egypten över antiken då ordet för geografi etablerades och intill nutid. Denna artikel tar upp en del av denna historia.

## Medeltiden

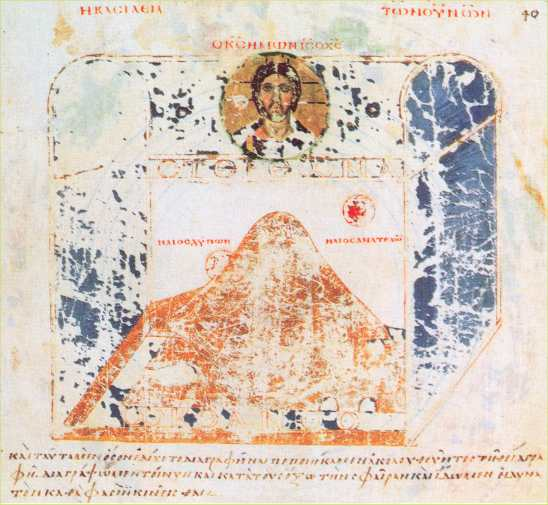
Kosmas Indikopleustes karta

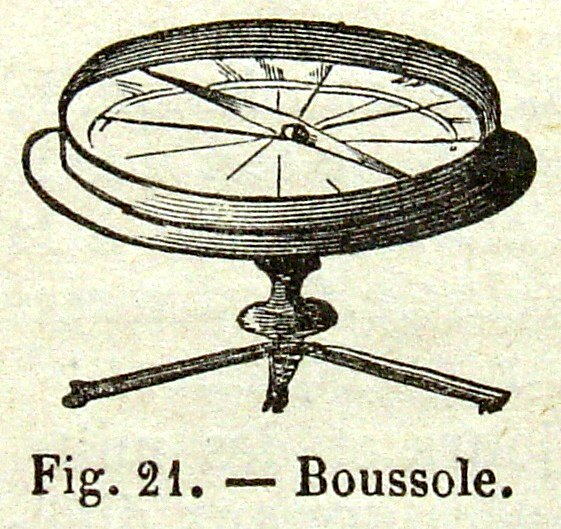
En gammal ritning till en kompass

Med den antika kulturens undergång genom folkvandringarna inträde de "mörka århundradena" även i geografins historia. Hela den antika lärdomen glömdes bort, och man förkastade till och med en sådan lära som den, att jorden är ett klot[källa behövs], vilken ingen antik geograf eller filosof efter Aristoteles betvivlat. Många trodde, att jorden var en rund skiva, i vars mitt Jerusalem låg. Ännu mer besynnerliga teorier uppstod. Den mest bekanta av dem framställdes av den egyptiske munken Kosmas Indikopleustes (500-talet), som lärde att världen är avbildad genom det judiska tabernaklet och att jorden alltså är rektangelformig, dubbelt så lång som bred. Den uppbär liksom på "höga murar himmelen, vilken har en i dess längdriktning avrundad form. Dock har åtskilliga lärda, bland annat Basileios den store och Gregorius av Nyssa, försvarat läran om jordens klotform, vilken slutligen tack vare Isidor av Sevilla och hans lärjunge Beda venerabilis (674-735) åter blev allmänt gällande.
I motsats till förfallet inom den kristna världen hade geografin under den äldre medeltiden en lysande period hos araberna, vilka stödde sig på grekerna, i första rummet på Ptolemaios, och fortsatte dessas forskningsarbete. Med korstågen börjar nya tider. Färderna till Heliga landet, beröringen med främmande folk och med den arabiska kulturen framkallade intresse för geografin. Det fanns djärva resande, som trängde genom hela Asien ända fram till Stilla havets kuster och i mycket lästa böcker skildrade, vad de sett, ofta även åtskilligt underbart, som de inte sett, ökade detta intresse. Så uppstod åter en vetenskaplig geografisk forskning.
En betydande vetenskapsman var dominikanmunken Albertus Magnus (1193-1280), som bland annat behandlade ämnen ur den allmänna geografin, särskild astronomiska, meteorologiska och geologiska frågor. För honom var dock Aristoteles den ofelbare mästaren. Däremot förtrodde franciskanermunken Roger Bacon (1200-talet) på studium av naturen själv och tillämpade detta även i sin geografiska forskning. De största framstegen visade sig inom kartografin, som hade direkt nytta av de vidsträckta resorna till lands och sjöss samt av kompassens användning. De gamla så kallade hjul- eller T-kartorna från den äldre medeltiden, vilka delade den runda, av oceanen kringflutna jorden i en östlig hälft, Asien, som genom Don och Nilen var skild från de två västliga fjärdedelarna, mellan vilka Medelhavet var gräns, ersattes av kompass- eller loxodromkartorna, vilka var resultatet av sjöfarandes mätningar och kartläggning samt därför blev allt bättre, i synnerhet över de trakter som italienska sjömän brukade befara.
Mest betydande av dessa är den så kallade Katalanska världskartan (1375) och Fra Mauros världskarta (ca 1450). En verklig revolution inom den geografiska vetenskapen, särskilt inom kartografin, medförde bekantskapen med Ptolemaios, på vars kartor under 1400- och 1500-talen de nyaste upptäckterna insattes, eller vilkens verk kompletterades med alldeles nya kartor. Ett betydande arbete var även Martin Behaims stora glob i Nürnberg (1491).

## De stora upptäckterna

### 1400- och 1500-talet

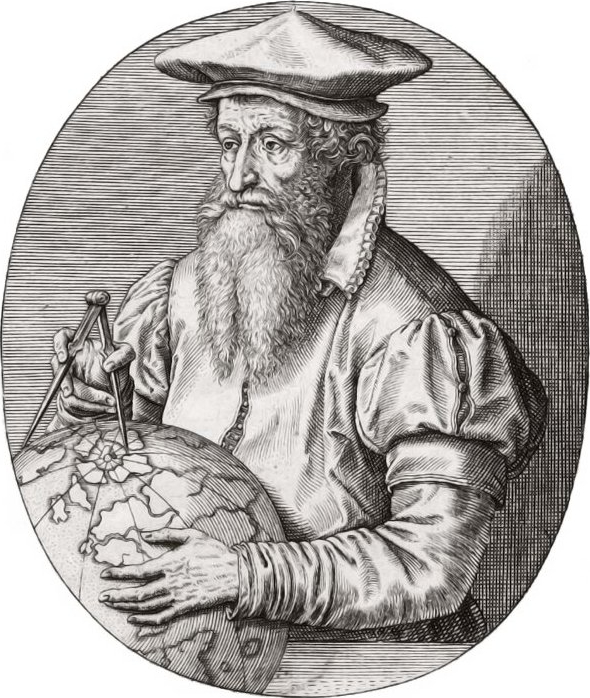
Gerhard Mercator

Med upptäckten av Amerika och av sjövägen till Indien samt med de många mindre upptäckter, som följde med dessa stora, börjar en ny period i geografins historia. Martin Waldseemüller föreslog i ett arbete 1507 (med karta), att den nyss upptäckta världsdelen skulle kallas America (efter Amerigo Vespucci, som han med orätt trodde vara dess upptäckare). De flesta av dessa geografiska verk, som vanligtvis kallades kosmografier, var i huvudsak beskrivande. Detta hade till följd, att de småningom tog med en mängd uppgifter, som inte hade något med geografin att göra, men däremot förkastade rent geografiska data eller nöjde sig med torra namnregister. Typisk är den mest berömda och på samma gång den sista av de tyska kosmografierna under denna tid, Sebastian Münsters "Cosmographia universalis" (1544). Men även för den matematiska geografin och kartografin fanns skickliga bearbetare, såsom i Frankrike Oronce Finé (1494- 1555), i Nederländerna Gemma Frisius (1508 -55) och särskild Gerhard Mercator (1512-94), som omdanade kartografin, skapade nya projektioner, av vilka den mest bekanta bär hans namn, och utgav en mängd tekniskt fulländade kartor. Hans landsman Abraham Ortelius (1527-98) utgav bland annat den första atlas i modern mening (1570), det vill säga den första kartsamling, som inte står i något sammanhang med Ptolemaios. Under lång tid blev Nederländerna centrum för kartografin. Näst dem stod på detta område Italien, men även i Frankrike och England började man snart att utge kartverk.
Av största betydelse för den matematiska geografin var Nicolaus Copernicus (1473-1543) epokgörande upptäckt, att inte jorden, utan solen är vårt planetsystems centrum, samt Galileis (1564- 1642) och Johannes Keplers (1571-1630) därpå grundade astronomiska upptäckter. Man började noggrannare, än förut skett, bestämma orters läge, vilket kom kartografin till nytta. Frågan om jordens storlek upptogs till ny behandling genom holländaren Willebrord Snell, som 1615 företog en ny gradmätning. Ännu viktigare var de nya upptäckter inom den fysiska geografin. Det viktigaste var, att man började emancipera sig från medeltidens auktoritetstro och i stället bygga sina åsikter på iakttagelser. Redan den mångsidige Leonardo da Vinci (1452 -1519) påvisade, att havet tidigare gått högre än idag, såsom framgick av djur- och växtrester, som havet kvarlämnat. Han gav även en förklaring av havsströmmarnas riktning från ekvatorn mot polerna. Spanjoren José de Acosta uppvisade (1590), att de tropiska regntiderna berodde på solens zenitalställning. Magnetnålens deklination var känd redan vid medeltidens slut, dess inklination upptäcktes 1544.

### 1600- och 1700-talet

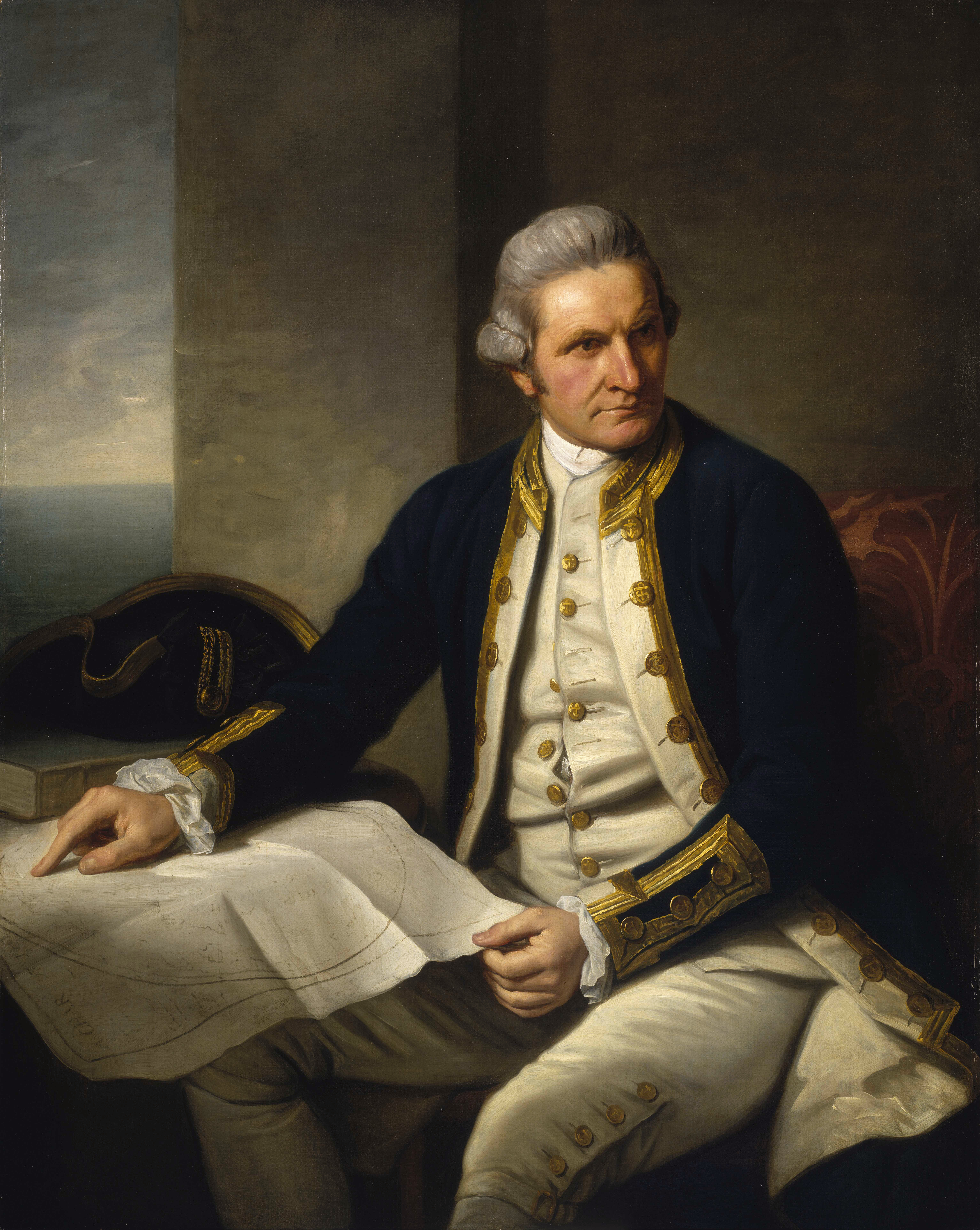
James Cook

Under denna period upptäcktes Australiens övärld, företrädesvis genom Abel Tasman och James Cook, och därmed var jorden känd, åtminstone till sina konturer. Intresset för geografin blev allt större. Först omkring 1600 blev geografins historia föremål för grundligare studier, i det att Philipp Clüver (1580-1623) utgav monografier över flera romerska provinser, dels en banbrytande inledning till hela geografin. Av större betydelse var Bernhard Varenius (1622- 50). Genom sin "Geographia universalis" (1650) införde han begreppet allmän geografi i den mening, som det ännu har, och lämnar en viktig framställning av den fysiska geografin, vars grundläggare han kan sägas vara. Bland dem, som fortsatte hans verk kan nämnas fransmannen Philippe Buache (1700-73), svensken Torbern Bergman (1735-84), vars "Fysisk beskrivning över jordklotet" (1766) bildar epok i svenska geografins historia, samt den tyske filosofen Immanuel Kant (1724-1804), som bland annat framställde en teori för planetsystemets uppkomst, vilken något liknar den, som 1796 uppställdes av fransmannen Pierre Simon de Laplace (1749-1827).
Kartografin hade många framstående utövare. Särskilt må nämnas fransmannen Jean-Baptiste Bourguignon d'Anville (1697-1782), som utgav en på jesuiternas mätningar grundad karta över Kina (1737), samt en kritisk karta över Afrika (1749), på vilken han helt enkelt strök bort alla de namn, som förr insatts på Afrikas karta, men som han inte fann säkert bestyrkta. Han gjorde därigenom denna karta till den "tabula rasa", som den var långt in på 1800-talet.
Nya undersökningar om jordens storlek och form verkställdes av franska vetenskapsakademien genom gradmätningar i Lappland (1736 -37) och på Quitos platå (1735-41). Genom den av Isaac Newton uppfunna, av John Hadley 1718 förbättrade spegelsextanten, Huygens' kronometer, förbättrad av John Harrison (1735), och genom noggranna måntabeller (av Leonhard Euler 1746, och Tobias Mayer 1753) fick sjömännen möjlighet att noggrant bestämma orters astronomiska läge, och på detta sätt blev det möjligt att åstadkomma goda kartor över Stilla havets område, som var denna tids genomforskade övärld.

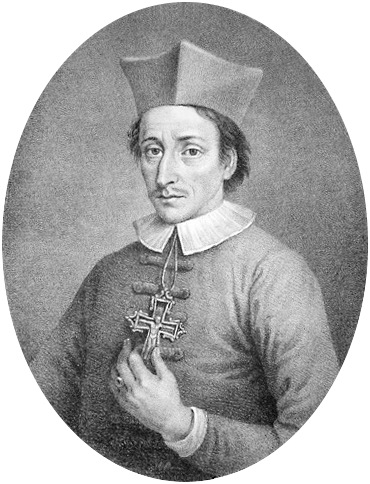
Nicolaus Steno

Av största betydelse för geografin var den geologiska vetenskapens utveckling. Dansken Nicolaus Steno (1638-86) framlade 1669 en i huvudsak riktig förklaring av sedimentens uppkomst, i Sverige observerades och diskuterades de nivåförändringar, som landet tydligen genomgått, och i Tyskland uttalade Abraham Gottlob Werner (1750-1817) nya åsikter om bergens uppkomst. Hydrografin, som redan intresserat Bernhard Varenius, vann ökad utbildning genom iakttagelser under upptäcktsresorna, och Isaak Newton (1642-1727) gav en förklaring över ebb- och flodfenomenet. Klimatologin får en fast grund genom konstruktionen av barometern och termometern. Den förra gav även ett bekvämt sätt att mäta höjder. De meteorologiska observationerna började kartläggas.
Engelsmannen Edmond Halley uppgjorde 1688 en vindkarta, den första av alla meteorologiska kartor. Alexander von Humboldt uppdrog de första isotermerna (1817), Luke Howard gjorde 1803 den ännu bestående klassifikationen av molnslagen. Jordmagnetismen, känd redan under medeltiden, studerades entusiastiskt, och resultaten kartlades. Så utgav Halley (1700) den första isogonkartan och svensken Johan Carl Wilcke (1768) den första isoklinkartan över jorden samt norrmannen Christopher Hansteen de första isodynamkartorna (1825 och 1826). Slutligen uppstod under denna period växt- och djurgeografin, båda närmast framkallade genom Linnés verksamhet. Näst honom bör Alexander von Humboldt och svensken Göran Wahlenberg (1780- 1851) anses som växtgeografins grundläggare.

### 1800-talet
Med Alexander von Humboldt börjar en ny tid i geografins historia. Vetenskapernas specialisering, som varit utmärkande för 1800-talet, medförde, att de naturvetenskaper, som i äldre tider oftast behandlats i geografisk anda, då gick sina egna vägar mot egna mål. Geografins historia berör därför under denna tid väsentligen delar av de flesta naturvetenskapers och även några humanistiska vetenskapers historia. Inom flera stater har trianguleringar företagits och exakta så kallade generalstabskartor utarbetats, så att den kartografiska tekniken nått en utomordentlig höjd.
Geologin har bragt nya informationer över jordens historia. Oceanografin grundad av Matthew Fontaine Maury ("The physical geography of the sea", 1855), har utvecklats bland annat genom särskilda expeditioner för havens utforskande. Ett systematiskt studium av luften och klimatet har möjliggjorts genom inrättande av meteorologiska anstalter (sedan 1850-talet), djur- och växtgeografin gjort stora framsteg av de vetenskapliga forskningsresorna.